# Steinkreuz (Amesdorf)

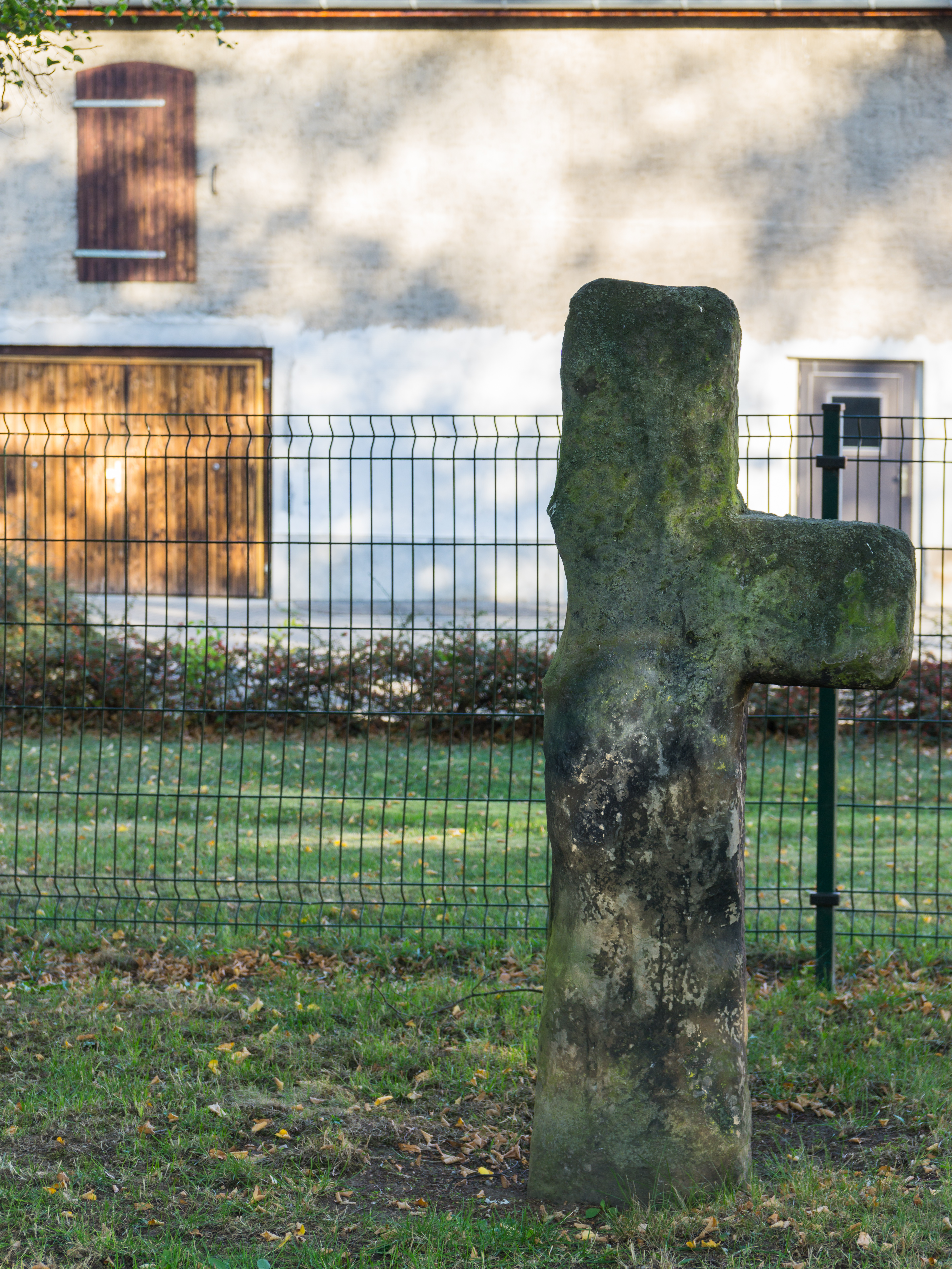
Steinkreuz in Amesdorf

Das Steinkreuz Amesdorf ist ein denkmalgeschütztes Steinkreuz im Ortsteil Amesdorf der Stadt Güsten in Sachsen-Anhalt. Im örtlichen Denkmalverzeichnis ist das Steinkreuz unter der Erfassungsnummer 094 10083 als Baudenkmal verzeichnet.

## Beschreibung
Bei dem Kreuz handelt es sich um ein Sühnekreuz aus Sandstein. Die Form ist ein Lateinisches Kreuz, die Höhe beträgt 1,58 m über Boden, es ist 0,60 m breit und hat eine Tiefe von 0,25 m. Der linke Arm fehlt durch Abschlag. Der Schaft verjüngt sich leicht nach oben, auf einer Seite sind noch schwache, heute nicht mehr identifizierbare Reste einer Einritzung erhalten.

## Geschichte
Das Steinkreuz stand zunächst östlich der Straße von Warmsdorf nach Schackental mitten in einem Feld in der sogenannten Bründelschen Flur. Ein Versuch nach 1945, das Kreuz umzusetzen, schlug fehl und brachte es nur in eine Schieflage. 1983/84 wurde es versetzt an den heutigen Standort am Eingang des Friedhofsgelände der Dorfkirche Amesdorf. Es ist örtlich auch unter den Bezeichnungen der Vetter, der Herr Vetter, der arme Vetter und der alte Vetter bekannt. Diese Bezeichnungen beruhen auf einer der Sagen über das Steinkreuz.

## Sagen
Ein Gutsbesitzer soll auf dem Weg zwischen Warmsdorf und Schackental einen Schäfer erschlagen haben. Zur Erinnerung an diese Tat errichtete man das Steinkreuz.
Zur Zeit des Dreißigjährigen Kriegs befanden sich zwischen den Dörfern Warmsdorf, Amesdorf und Schackenthal noch die Dörfer Bündel, Kohlen und Lenz. Ein wegen seiner Mildtätigkeit und Hilfsbereitschaft bekannter und beliebter reicher Bauer lebte in Kohlen. In der Umgebung lebten viele seiner Verwandten, was ihm den Spitzennamen Vetter einbrachte. Eines Tages hörte er von einer Rotte Soldaten, die das Dorf Lenz, in dem zwei seiner Schwester wohnten, überfallen und angezündet hatten.  Daher schwang er sich auf sein Pferd und wollte ihnen zu Hilfe eilen. Auf dem Weg traf er auf die Soldaten, die ihn beraubten und dann erschlugen. Im brennenden Dorf Lenz verloren auch seine Schwestern ihr Leben. Nach dem Krieg setzten ihm seine überlebenden Verwandten ein Steinkreuz, das den Namen Der arme Vetter bekam.